# Angélique Léonard
 (avril 2022).
Pour les articles homonymes, voir Léonard.
Angélique Léonard est une ingénieure civile chimiste belge du XXIe siècle, chercheuse et professeure ordinaire de la faculté de sciences appliquées de l'université de Liège.

## Biographie
Elle passe son examen d'admission au Val Benoît en FSA en 1993. Elle obtient son diplôme d'ingénieur civil chimiste en 1998 à l'université de Liège, puis un doctorat en sciences appliquées en 2003, toujours à l'université de Liège.
Elle organise en 2008 la première édition de la Conférence européenne sur la gestion des boues d'épuration, à l'Université de Liège. Elle dirige ensuite le Département de Chimie appliquée de 2011 à 2015. Actuellement[Quand ?]Depuis 2016, elle est directrice de l'Unité de Recherche en Chemical Engineering,. Par ailleurs, elle dirige également une équipe d'analyse du cycle de vie (ACV). Elle fut présidente du comité Femmes et Sciences de la Fédération Wallonie Bruxelles de 2018 à 2020, dont elle est toujours membre. Depuis 2022, elle est nommée au Conseil scientifique de l'AUF pour un mandat de quatre ans. 

## Publications
Angélique Léonard a écrit et co-écrit plus de 140 articles dans des revues internationales et plus de 120 actes de conférences. Ci-dessous quelques uns de ses travaux:
- From sludge drying to LCA: 20 years of activities at ULiège. Paper presented at Séminaire dans le cadre du cours 'Ethique' de Roland Urbain, Virton, Belgium[9].
- Le casse-tête de l’emballage : Comment s’orienter vers des solutions durables ? Paper presented at Keyfood annual event, Mons, Belgium[10].
- (en) Angélique Léonard, « Special issue dedicated to selected papers presented at the 6 th European Drying Conference (EuroDrying 2017) », Drying Technology, vol. 37, no 4,‎ 12 mars 2019, p. 425–425 (ISSN 0737-3937 et 1532-2300, DOI 10.1080/07373937.2018.1465729, lire en ligne, consulté le 4 avril 2022)
- Etat de lieux des programmes de recherches sur les boues de station d’épuration en Europe. Paper presented at Evolution de la place et du rôle des boues de station d'épuration et des boues de dragage en Wallonie : enjeux économiques, environnementaux, énergétiques et agronomiques, Moulin de Beez (Namur), Belgium[11].
- Conclusions of the 6th European Drying Conference. Paper presented at 6th European Drying Conference, Liège, Belgium[9].

## Prix et distinctions
Elle a été nommée par les Fonds belge de la recherche scientifique (FNRS)de 2007 à 2009 en tant que chercheuse qualifiée.
Elle a obtenu le "Prix Frédéric Swarts" de la Division des Sciences de l'Académie Royale de Belgique pour la 33e biennale, de 2002 à 2004. Elle a également reçu le "Award for the Best Scientist under the age of 35 years" (prix pour le meilleur scientifique de moins de 35 ans) décerné par le WFCFD (World Forum for Crystallization, Filtration and drying), en 2008.